# Drehrichtung

Die Zeiger einer Uhr drehen sich gewöhnlich nach rechts, im Uhrzeigersinn

Drehrichtung oder Drehsinn beziehungsweise Umlaufrichtung oder Umlaufsinn bezeichnet die Richtung einer kreisförmigen Bewegung, beispielsweise einer Umdrehung (Rotation) oder eines Umlaufs. Für die Angabe der Alternative, in welche der beiden möglichen Richtungen die Bewegung ähnlich der Verschiebung von Stellen auf einer Kreislinie verläuft, sind – abhängig von Standpunkt und Sichtweise – unterschiedliche Bezeichnungen gebräuchlich:
- rechtsdrehend oder im Uhrzeigersinn oder in geodätisch positivem Drehsinn;
- linksdrehend oder gegen den Uhrzeigersinn oder in geodätisch negativem Drehsinn.

## Definitionen

### Drehrichtung anhand einer Kreisfläche
Es sei eine Kreisfläche gegeben, die sich um eine senkrecht durch ihren Mittelpunkt verlaufende Achse dreht und in Richtung der Drehachse betrachtet wird, wobei diese Achse zudem senkrecht zur Lotrechten liegt. Beschreiben nun Punkte der Fläche, die oberhalb des Mittelpunkts liegen, eine nach rechts verlaufende Bewegung, so ist die Drehrichtung „rechts“, „im Uhrzeigersinn“. Verläuft die Bewegung nach links, so ist die Drehrichtung „links“, „gegen den Uhrzeigersinn“.
Für die Angabe der Drehrichtung ist irrelevant, welche Richtung als „oben“ festgelegt wird. Auch wenn der Betrachter einen Kopfstand macht, ist die Drehrichtung immer noch die gleiche. Relevant ist hingegen, von welcher Seite die Kreisfläche betrachtet wird. Wenn man die Kreisfläche von der Rückseite her betrachtet, kehrt sich die Drehrichtung um.

Rechtsdrehend(im Uhrzeigersinn)
Linksdrehend(gegen den Uhrzeigersinn)

### Mathematische Definitionen bezüglich Koordinatensystemen

Eine Drehrichtung in „mathematisch positivem Sinn“ bei einem linkshändigen Koordinatensystem (links) und beim rechtshändigen Koordinatensystem (rechts)

Bei Angaben wie „im mathematisch positiven Drehsinn“ oder „im mathematisch negativen Drehsinn“ wird meistens das üblicherweise verwendete sogenannte rechtshändige Koordinatensystem vorausgesetzt (rechts in der Abbildung rechts). In diesem System bezeichnet „im mathematisch positiven Drehsinn“ eine Drehung „gegen den Uhrzeigersinn“. Es gibt in der Mathematik allerdings auch das seltener verwendete linkshändige Koordinatensystem (links in der Abbildung rechts), mit umgekehrten Bezeichnungen der Drehrichtung. In diesem Fall entspricht dann „im mathematisch positiven Drehsinn“ einer Drehung „im Uhrzeigersinn“.
Im zweidimensionalen xy-System gilt somit, egal ob es rechtshändig oder linkshändig ist: „Die positive Drehrichtung ist diejenige, durch welche die positive x-Achse auf kürzestem Wege auf die positive y-Achse überführt wird.“
Im dreidimensionalen xyz-System gilt analog, egal ob rechtshändig oder linkshändig: In beiden Fällen gilt die Festlegung, dass die positive Drehrichtung (um die z-Achse) diejenige ist, durch welche die positive x-Achse auf kürzestem Wege auf die positive y-Achse überführt wird. Bei Drehung um die x-Achse ist positive Drehrichtung jene, die wiederum auf kürzestem Weg die positive y-Achse auf die positive z-Achse überführt. Bei Drehung um die y-Achse ist „positiv“, was auf kürzestem Weg die positive z-Achse auf positive x-Achse überführt.

### Merkhilfe
Für den Zusammenhang zwischen rechts-/linksdrehend und rechts-/linkshändigem Koordinatensystem:
Schaut man von unten, das heißt in Richtung der positiven z-Achse, auf die xy-Ebene, so dreht sich diese
- bei einem rechtshändigen Koordinatensystem nach rechts, also im Uhrzeigersinn,
- bei einem linkshändigen Koordinatensystem nach links, also gegen den Uhrzeigersinn.

### Drehrichtung und Axialvektor
Bei der Darstellung von Drehungen und Drehgrößen wie Winkeln, Winkelgeschwindigkeiten, -beschleunigungen, Drehmomenten, -impulsen mit Hilfe von Axialvektoren korrespondiert deren Orientierung – anschaulich: Richtung ihrer Pfeilspitze – mit der Drehrichtung: Man findet sie je nach gewähltem Koordinatensystem mit Hilfe der Linke- oder Rechte-Faust-Regel.

## Beispiele für die Anwendung der Drehrichtung

### Uhrzeiger
Weil die Zeiger der meisten Uhren rechtsdrehend sind, wird bei Rechtsdrehungen meist einfach nur von Drehungen im Uhrzeigersinn (UZS) gesprochen. Selten sind linksdrehende Uhren wie die große astronomische Uhr aus dem 16. Jahrhundert im Münsteraner Dom. Vermuteter Grund dafür, dass sich rechtsdrehende Uhrzeiger schließlich durchsetzten, ist die Tatsache, dass der Polstabschatten von horizontalen Sonnenuhren auf der Nordhalbkugel der Erde ebenfalls in diese Richtung dreht (bei Sonnenuhren, deren Uhrzeit mit dem Schattenwurf auf eine vertikale Wand angezeigt wird, bewegt er sich in umgekehrter Richtung). Praktisch die gesamte Entwicklung der Zeitmessgeräte vollzog sich auf der nördlichen Hemisphäre. In Bolivien wurde 2007 beschlossen, die Uhr am Kongressgebäude zur Demonstration der Unabhängigkeit von den Staaten der Nordhalbkugel links herum laufen zu lassen.

### Geodäsie und Navigation

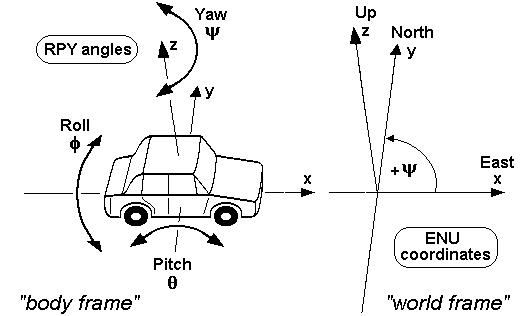
Drehwinkel von Autos und anderen Landfahrzeugen

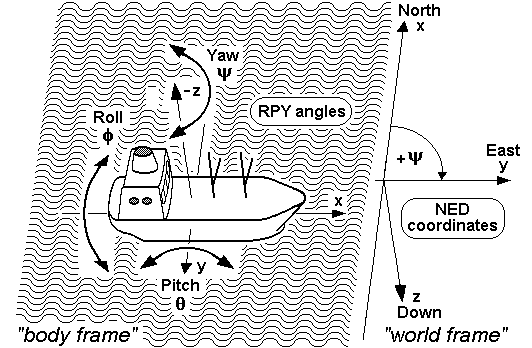
Drehwinkel von Schiffen und anderen Wasserfahrzeugen

In der Geodäsie ist positiver Drehsinn gleichbedeutend mit einer Drehung im Uhrzeigersinn (vgl. Kartesisches Koordinatensystem (Geodäsie)), wobei Drehwinkel in der Regel von der Nord-Richtung aus gemessen werden.
In der Navigation dagegen gelten je nach Fahrzeugtyp und verwendetem, dabei dennoch stets rechtshändigem Bezugssystem sowohl Drehungen im Uhrzeigersinn wie gegen den Uhrzeigersinn als positiv: Bei Landfahrzeugen, die das ENU-System (East-North-Up) als Bezugssystem verwenden, ist eine positive Drehung eine entgegen dem Uhrzeigersinn, bei Raum-, Luft- und Wasserfahrzeugen einschließlich U-Booten dagegen, die aus Gründen der Kompatibilität zur traditionellen Kompassrichtung weiter das NED-System (North-East-Down) als Bezug benutzen, eine positive Drehung eine im Uhrzeigersinn.
Wie dieser scheinbare Widerspruch zu erklären ist, zeigen die nebenstehenden Abbildungen: ENU- und NED-System gleichen sich darin, dass die xy-Ebene beider parallel zur Erdoberfläche verläuft, die senkrecht darauf stehende z-Achse aber im Fall der Landfahrzeuge vom Erdmittelpunkt weg zeigt, bei Raum-, Luft- und Wasserfahrzeugen dagegen zum Erdmittelpunkt hin (siehe auch Roll-Nick-Gier-Winkel: Details).

### Meteorologie
In der Meteorologie (und damit auch in der Navigation bei Luft- und Wasserfahrzeugen) bezeichnet man einen rechtsdrehenden Wind auch als rechtdrehend (ohne „s“!), einen linksdrehenden Wind als rückdrehend.

### Schraubengewinde

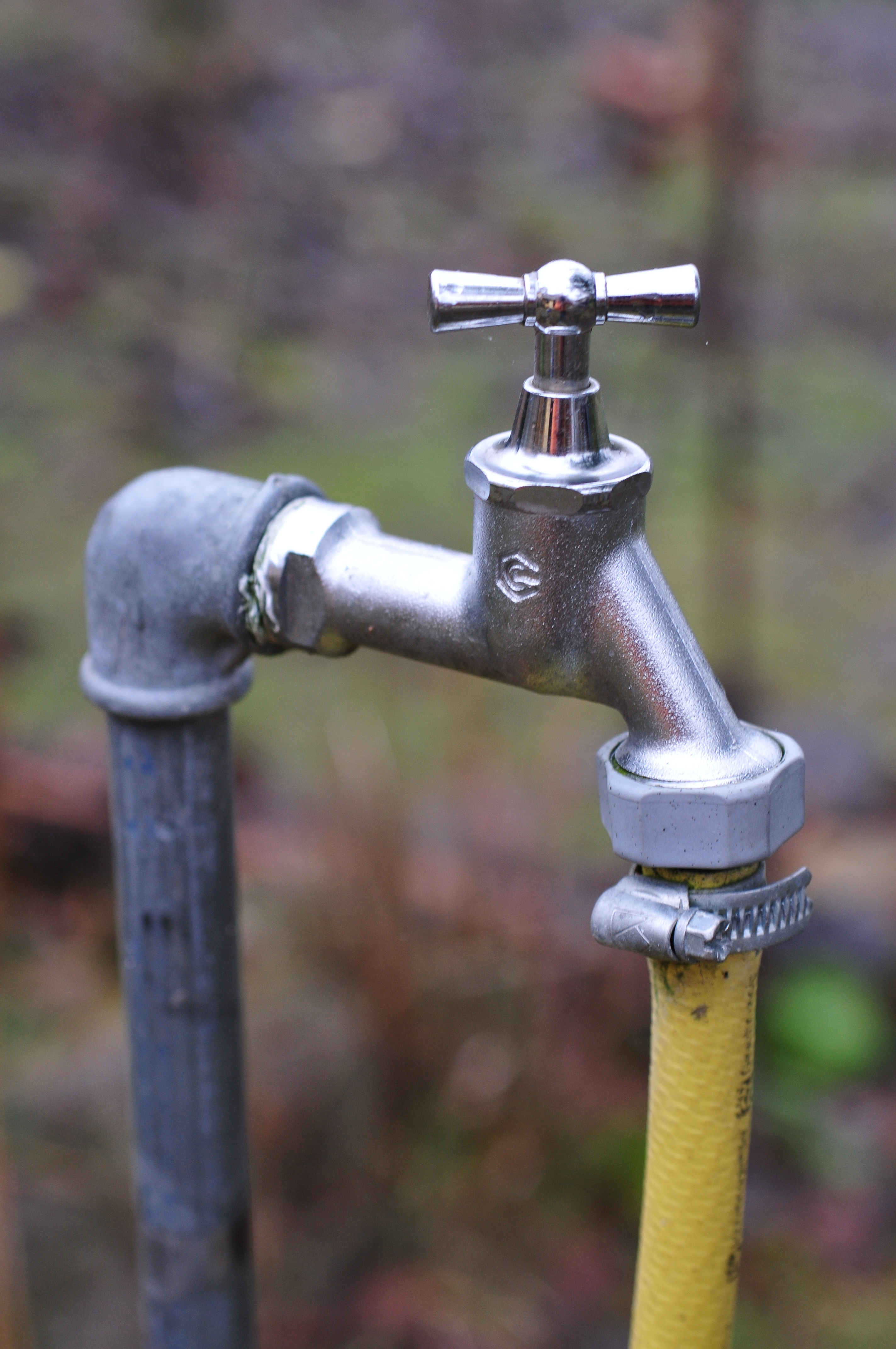
Im Englischen gibt es den Merkspruch rigthy tighty, lefty loosy

Eine Schraube, die mit einem rechtsdrehenden Gewinde (auch Rechtsgewinde genannt) versehen ist, bewegt sich beim Drehen im Uhrzeigersinn vom Betrachter weg in das Gegengewinde hinein. Sie wird in dieser Drehrichtung festgezogen und in der Gegenrichtung gelöst. Schraubverschlüsse von Flaschen, Schraubgläsern, Tuben und anderen Gefäßen haben fast immer ein rechtsdrehendes Gewinde. Das Gleiche gilt für Absperrventile, zum Beispiel von Wasserhähnen. Sie werden daher im Uhrzeigersinn geschlossen und gegen den Uhrzeigersinn geöffnet.
Schrauben mit Linksgewinde werden nur für besondere Zwecke verwendet, z. B. in Spannschlössern, an Gasflaschen für brennbare Gase, für Teile von Fahrrädern (Pedale und Innenlagerschalen) sowie Heizkörperthermostatventile. Auch die Zentralverschlüsse der Räder an Sportwagen haben auf der rechten Fahrzeugseite ein Linksgewinde.
Das kann man sich leicht merken, wenn man an die altdeutsche Schrift (alte deutsche Schreibschrift) denkt. Der erste Kreis beginnt bei den Großbuchstaben (auch bei den Minuskeln) beim A (wie auf, Englisch: lefty loosy, siehe nebenstehende Abbildung) mit einer Linksdrehung im Gegenuhrzeigersinn und beim Z (wie zu; englisch righty tighty) mit einer Rechtsdrehung im Uhrzeigersinn. Bei den altgriechischen Kleinbuchstaben alpha und omega wäre es genau andersherum.

### Rotierende Maschinenelemente
Im allgemeinen Maschinenbau ist es üblich, die Drehrichtung von Maschinenelementen in Energieflussrichtung zu betrachten; das heißt z. B. im Falle eines Motors, beim Blick von der Abtriebswelle weg; im Falle des Antriebs z. B. eines Getriebes beim Blick auf die Antriebswelle, bzw. im Falle des Abtriebs beim Blick von der Antriebswelle weg. Unter Betrachtung der Energieflussrichtung lassen sich die Drehrichtungen in den einzelnen Stufen mehrstufiger Getriebe und sonstigen Drehübertragungen oder kinematischer Ketten eindeutig definieren.
Für rotierende elektrische Maschinen ist die Definition der Drehrichtung in einer Norm (DIN EN 60034-8, VDE 0530-8) festgelegt. Hier gilt die Drehrichtung beim Blick auf die Stirnseite mit dem einzigen Wellenende (bei zwei Wellenenden näheres in der Norm), und das sowohl für Motor wie für Generator. Das bedeutet, dass ein rechtsdrehender Motor einen linksdrehenden Generator antreibt. Die Norm gilt jedoch nur für rotierende elektrische Maschinen, die selbst ein eigenständiges Aggregat darstellen. Die Norm gilt jedoch nicht für Motoren o. ä., die kein eigenständiges Aggregat, sondern vollkommen in eine andere Maschine oder ein Gerät integriert sind (z. B. bei Elektrowerkzeugen, Haushaltsgeräten und ähnlichem).

### Propeller
Für die Bezeichnung der Drehrichtung von Propellern von Wasserfahrzeugen ist die Vorwärtsfahrt entscheidend: Wenn sie bei Vorwärtsfahrt nach rechts drehen, werden sie als rechtsdrehend bezeichnet, wenn sie bei Vorwärtsfahrt nach links drehen, nennt man sie linksdrehend. Der bei Rückwärtsfahrt entstehende Radeffekt versetzt das Heck des Schiffes bei rechts drehendem Propeller nach links und bei links drehendem Propeller nach rechts.
Bei Schiffen mit paarweise angeordneten Propellern werden diese jeweils gegensinnig betrieben. Dadurch heben sich die Drehmomente am Bootsrumpf gegenseitig auf.

### Drehung der Polarisationsebene des Lichts
Als rechts- oder linksdrehend bezeichnet man in der Chemie eine optisch aktive Substanz, das heißt einen Stoff, der die Polarisationsebene von polarisiertem Licht in ebendiese Richtung dreht. Bezugsrichtung ist dabei die Blickrichtung entgegen der Bewegungsrichtung des Lichts. Direkte Anwendung ist z. B. die zirkular-polarisierende Schicht auf einem 3D-Fernseher. Ein bekanntes Beispiel aus der Lebensmittelchemie sind die einander enantiomeren (spiegelbildlichen) Verbindungen L-(+)-Milchsäure und D-(−)-Milchsäure in rechts- oder linksdrehenden Joghurtkulturen.

### Galaxien
In der Astronomie werden Spiralgalaxien unter anderem auch durch ihre Drehrichtung charakterisiert, unter der sie von der Erde aus gesehen erscheinen. Den Drehsinn erkennt man an der Form und Anordnung ihrer Spiralarme. Man unterscheidet linksdrehend erscheinende „S-förmige“ Galaxien von rechtsdrehend erscheinenden „Z-förmigen“ Galaxien.

### Windräder
Die Drehrichtung der Rotoren klassischer Windmühlen ist nicht einheitlich. In Holland und Dänemark sind diese meist linksdrehend, während sie in Norddeutschland meist rechtsdrehend sind. Moderne Windkraftanlagen sind im Regelfall rechtsdrehend.